# Conus albospira
Conus albospira é uma espécie de gastrópode do gênero Conus, pertencente a família Conidae.